# Mórichida, Győr-Moson-Sopron
Mórichida  este un sat în districtul Tét, județul Győr-Moson-Sopron, Ungaria, având o populație de 837 de locuitori (2011). 

## Demografie
Componența etnică a satului Mórichida
     Maghiari (98,67%)
     Alții (1,33%)
Componența confesională a satului Mórichida
     Romano-catolici (38,83%)
     Luterani (33,93%)
     Fără religie (2,63%)
     Necunoscută (23,89%)
     Reformați (0,72%)
     Alte religii (1,55%)
Conform recensământului din 2011, satul Mórichida avea 837 de locuitori. Din punct de vedere etnic, majoritatea locuitorilor (98,67%) erau maghiari. Nu există o religie majoritară, locuitorii fiind romano-catolici (38,83%), luterani (33,93%) și persoane fără religie (2,63%). Pentru 23,89% din locuitori nu este cunoscută apartenența confesională.